# Outil
Outil is een plaats (freguesia) in de Portugese gemeente Cantanhede en telt 865 inwoners (2001).